# Бібліотека Вольтера
Бібліотека Вольтера — приватна бібліотека французького письменника Вольтера, яку придбала після його смерті імператриця Катерина ІІ. Бібліотека була перевезена Балтийським морем в Петербург ще в кінці 18 ст.

## Історія

### Продаж бібліотеки
Французький письменник помер на 87 році життя та заповів своє майно та бібліотеку племінниці — мадам Дені. Бібліотека мадам Дені була не потрібною і та зголосилася продати її.
У 1778 р. бібліотеку цілком та частку архіву Вольтера за 135.000 ліврів придбала російська імператриця Катерина ІІ за сприяння свого агента в Парижі — Мельхіора Грімма. Пакування збірки було доручене секретареві Вольтера на ім'я Жан-Луї Ваньєр, який склав її опис та переїхав у Петербург, де прийняв усі 12 пакунків за своїм же описом. Імператриця забажала, щоби секретар розставив книги в тій же системі, що і в помешканні Вольтера в особняку Ферней.

### Заборона користування
Імператриця вважала бібліотеку Вольтера родзинкою своїх зібрань та розмістила в Ермітажі. Бібліотеку вважали своєрідної скарбницею та включали у різні звіти, каталоги та мемуари. Але (окрім імператриці) дозволу на користування бібліотекою фактично не мав ніхто майже 50 років. Заборону на користування бібліотекою підтвердив свого часу і онук Катерини ІІ — цисарь Микола І. Єдиним росіянином, що отримав дозвіл на перегляд бібліотеки, був дрібний чиновник колегії іноземних справ та поет Пушкін Олександр Сергійович.
Бібліотека налічувала 6.760 видань. В Імператорському Ермітажі її зберігали окремо.

### Відновлення
У 1861 р. за наказом царя Олександра ІІ її вивезли з Ермітажу та передали у Імператорську Публічну бібліотеку, де розпорошили по відділах за темами. Бібліотека як історична пам'ятка перестала існувати.
На початку 1960-х на основі збережених описів-інвентарів її частково відновили під керівництвом академіка М. П. Алексєєва. Тоді ж надруковано й каталог бібліотеки Вольтера. Її зберігає Бібліотека імені Михайла Салтикова-Щедріна в Ленінграді, тепер — Російська національна бібліотека в Петербурзі.